# Homburg (Girkhausen)
Der Homburg ist ein 721,8 m ü. NHN hoher Berg im Rothaargebirge im Kreis Siegen-Wittgenstein  in Nordrhein-Westfalen.

## Geographie
Der Homburg wird dem Ziegenhellen-Naturraum zugerechnet und ist mit einer Schartenhöhe von 66,1 m der südwestliche Eckpfeiler des Ziegenhellen-Massivs. Der Gipfel liegt etwa 2,2 km südöstlich der Ortschaft Girkhausen im Kreis Siegen-Wittgenstein in Nordrhein-Westfalen.

## Gewässer
In etwa 0,9 km Entfernung zum Gipfel in nordöstlicher Richtung entspringt der Dambach, der den Homburg an der Nordostflanke begrenzt. Der Dambach mündet am Fuß des Homburgs in etwa 0,9 km Entfernung zum Gipfel rechtsseitig in die Schwarzenau ein. Etwa 460 m nordwestlich vom Gipfel entspringt der Große Rüsselsbach, der den Berg westlich umfließt und ebenfalls rechtsseitig in die Schwarzenau einmündet. Die Schwarzenau, die im unteren Verlauf Marienwasser genannt wird und in Wemlighausen linksseitig in die Odeborn einmündet, umfließt den Homburg an der östlichen und südlichen Flanke.

## Natur und Umwelt
Die Südflanke des Homburg ist größtenteils mit dichtem Laubwald bewachsen. Westlich und nördlich des Gipfel finden sich Nadelwaldstücke. Einige Flächen sind hier dem Borkenkäfer zum Opfer gefallen und wurden abgeholzt. Der Berg liegt vollständig in dem 991 ha großen Naturschutzgebiet Bergland Wittgenstein (SI-089), das aus drei Teilflächen besteht und im Jahr 2004 unter der Schlüsselnummer SI-089 unter Naturschutz gestellt wurde. Das Naturschutzgebiet Bergland Wittgenstein erstreckt sich nordöstlich der Kernstadt Bad Berleburg und südwestlich von Züschen, einem Stadtteil von Winterberg im Hochsauerlandkreis.